# 20481 Шарплс
20481 Шарплс (20481 Sharples) — астероїд головного поясу, відкритий 14 липня 1999 року.
Тіссеранів параметр щодо Юпітера — 3,514.